# José Demeterco
José Demeterco (Curitiba, 8 de janeiro de 1913 – 3 de maio de 1996) foi professor de Composição e Projetos na Escola Técnica Federal do Paraná (ETFPR) desde 1946, hoje Universidade Tecnológica Federal do Paraná (UTFPR), sendo reconhecido como um dos maiores ícones das artes plásticas na instituição. Também executou trabalhos ao Ministério da Educação e ao Ministério da Marinha. Foi o pai do professor Aramis Demeterco, o qual exerceu a função de diretor da então ETFPR em 1972.

## Vida e obra
Demeterco cursou a University of State of New York, tendo se graduado em 1951. Como primeira atividade profissional, realizou trabalhos em bico de pena, com a elaboração de retratos e ilustrações voltados para livros, revistas e jornais. Entre suas obras, têm-se a estátua do presidente Nilo Peçanha, busto do ministro da educação Ney Braga, busto em pedra sabão do professor e linguista Rosário Farâni Mansur Guérios, representação em couro da fachada da então ETFPR, reprodução de dois dos profetas de Aleijadinho, tela com o desfile de professores perante a Escola de Aprendizes Artífices do Paraná e muitas outras obras com pinturas a óleo e trabalhos em couro. Também foi responsável por pintar os retratos de 14 dos ex-diretores da instituição.

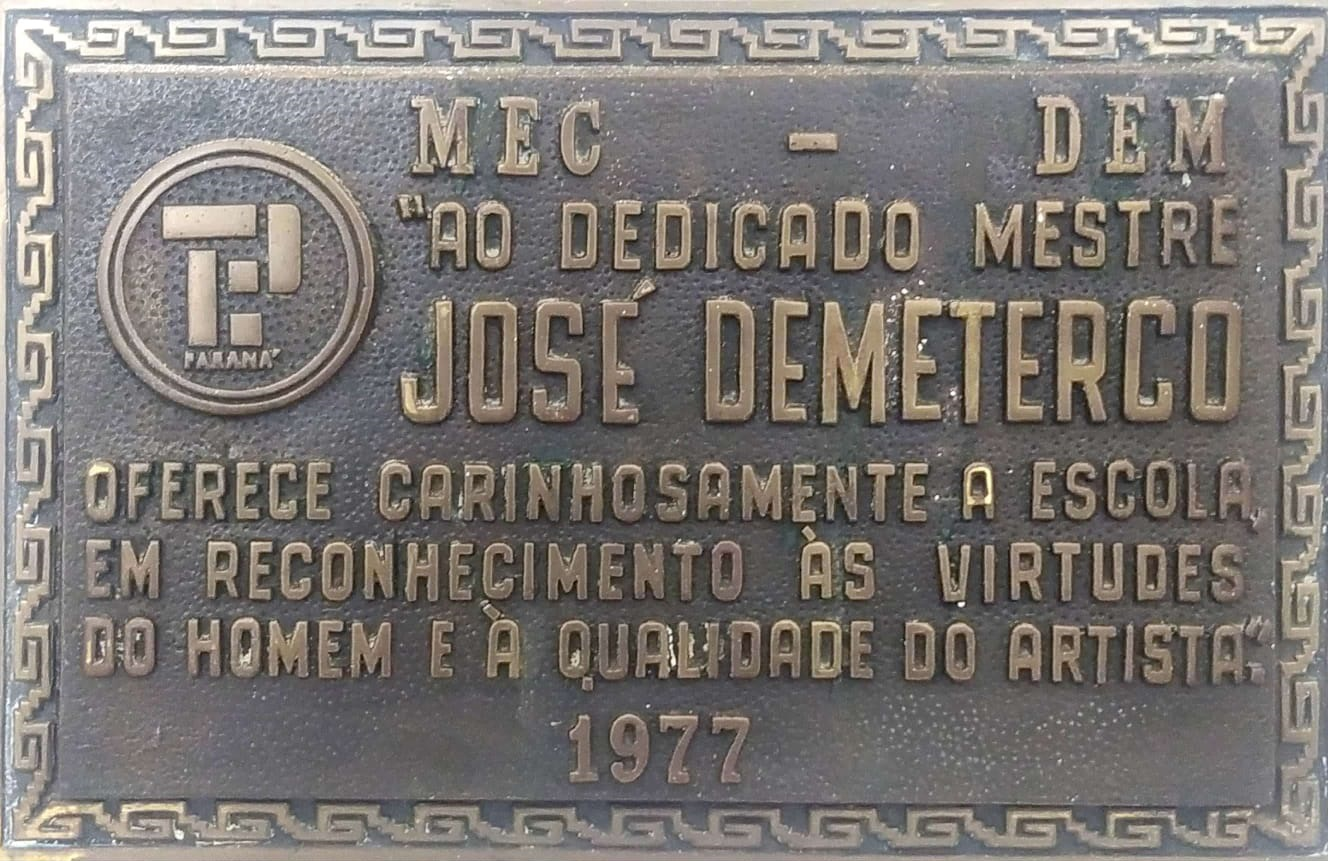
Homenagem a José Demeterco

Além disso, foi responsável, enquanto professor da ETFPR, pela pintura encomendada e doada ao Município de Quatro Barras representando o suposto pinheiro no qual o imperador Dom Pedro II teria repousado durante sua passagem pelo município. A obra em questão, um quadro a óleo, foi executada para as Comemorações do Sesquicentenário de Dom Pedro II, em uma colaboração entre a ETFPR e a Secretaria de Estado da Cultura, por intermédio da Coordenação de Educação Moral e Cívica do Paraná (COMOCI-PR).
Aposentou-se enquanto professor de 1° e 2° grau em 1980, tendo sido readmitido no regime CLT, no qual se manteve até janeiro de 1991, com aposentadoria compulsória por possuir então mais de 70 anos de idade. Mesmo assim, continuou trabalhando em seu ateliê que se situava próximo às quadras esportivas da ETFPR, sempre produzindo novas obras de arte.
Assim, segundo José Demeterco, em entrevista ao Boletim Informativo da ETFPR, suas inspirações na pintura advinham de Anacleto Garbácio (pintor decorador e seu mestre), Theodoro de Bona e Arthur Nísio (pintores de tela) e na escultura de João Turin e Zaco Paraná. Foi um dos responsáveis, junto ao professor Adalberto Américo Pietruza Walger, por encaminhar uma petição à Câmara Municipal de Curitiba (CMC) solicitando que essa concedesse em homenagem a Arthur Nísio o nome de uma das ruas do município. Tal ensejo foi atendido a partir da sanção da Lei n° 5.521, de 16 de dezembro de 1976.
Cabe ainda mencionar que ele foi reconhecido como "Bicho do Paraná", na campanha realizada pela Rede Paranaense de Televisão, que visava homenagear paranaenses em posições destacadas em suas respectivas profissões. Aliás, a capa do livro em comemoração ao centenário da Universidade Tecnológica Federal do Paraná (UTFPR), denominado "UTFPR: uma história de 100 anos", foi inspirada no traço de José Demeterco da fachada da sede da UTFPR.

## Obras
A seguir são expostas algumas das obras de José Demeterco, muitas das quais hoje integram o patrimônio histórico da UTFPR.

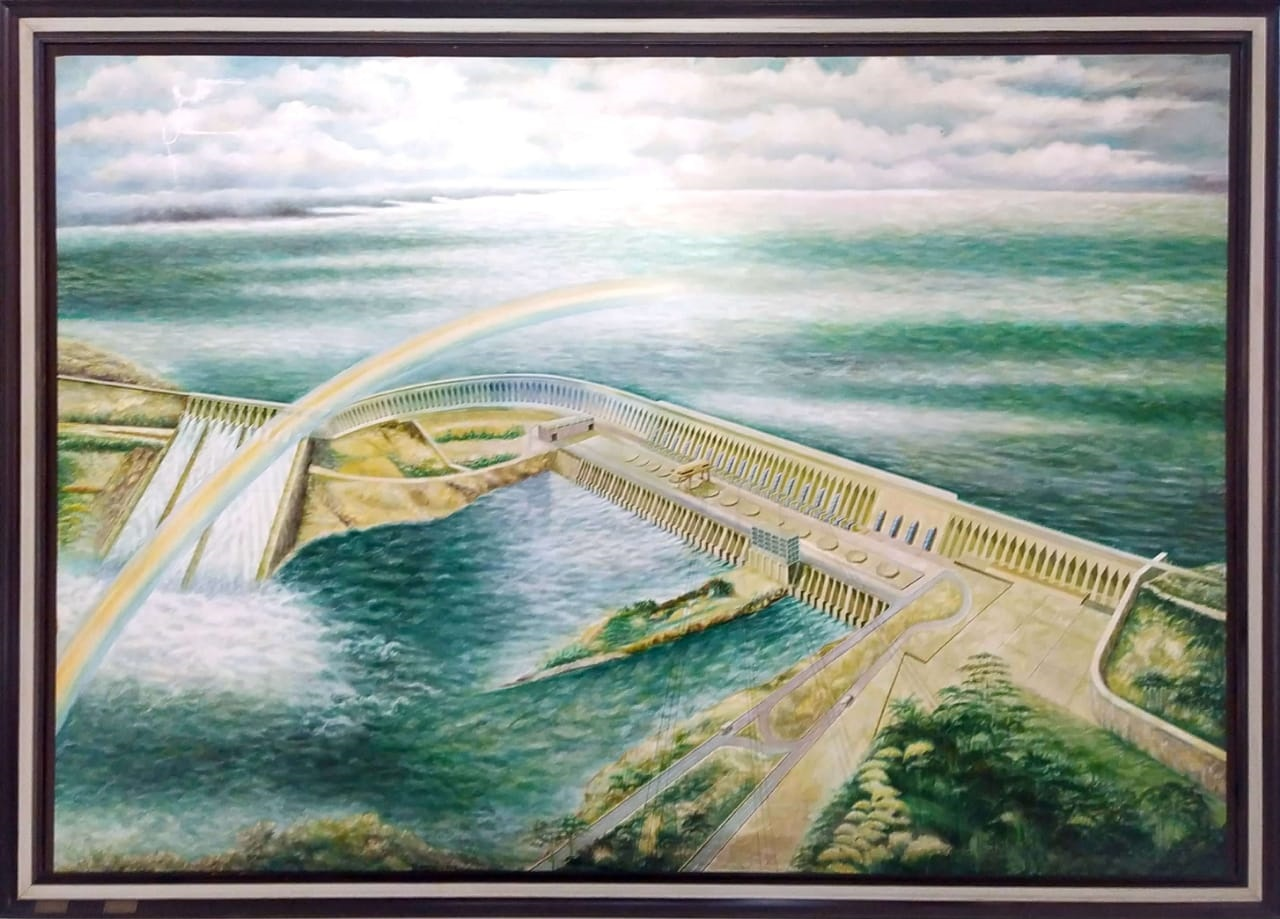
Retrato da Represa de Itaipu
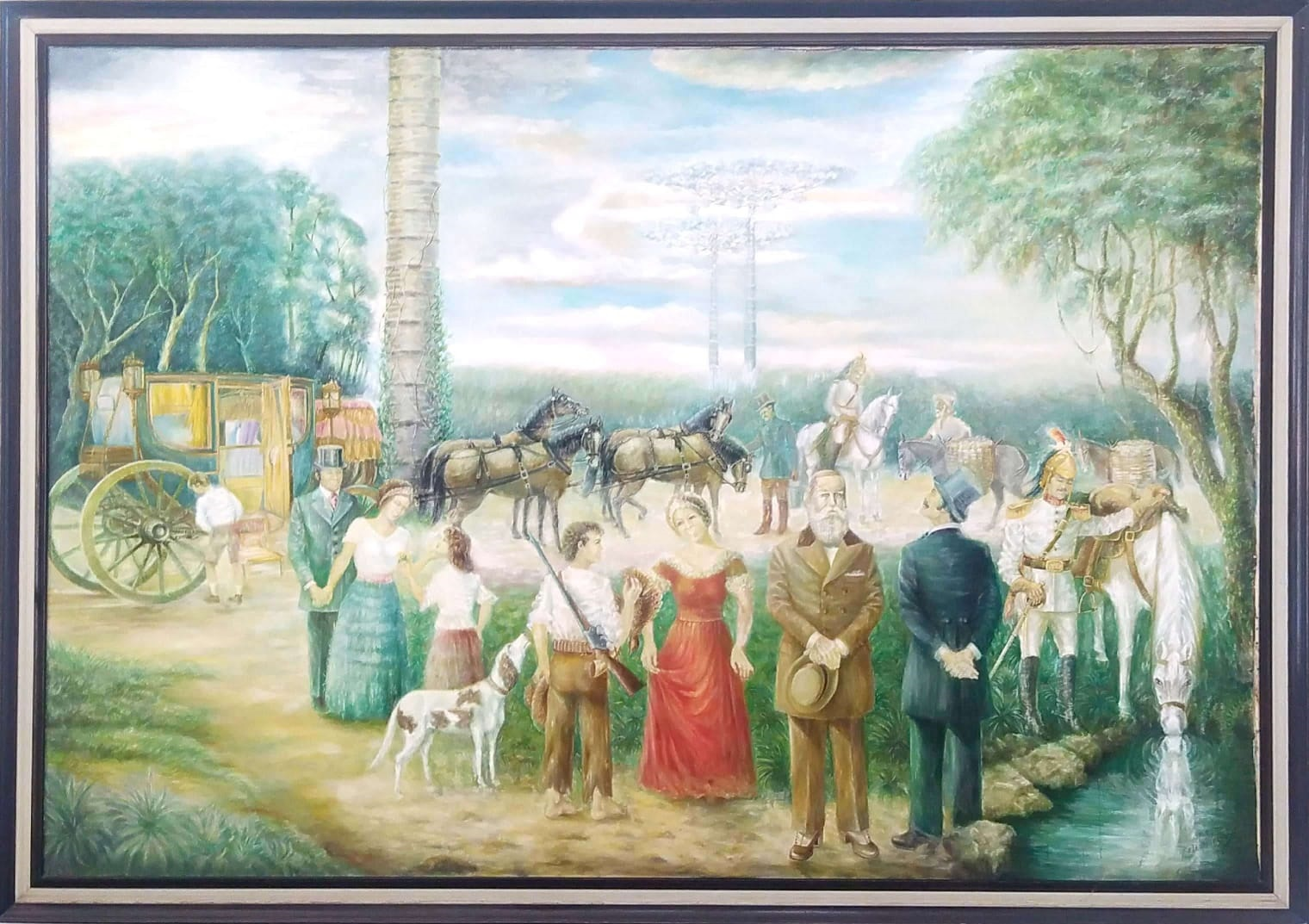
Retrato O Pinheiro Histórico - Dom Pedro II
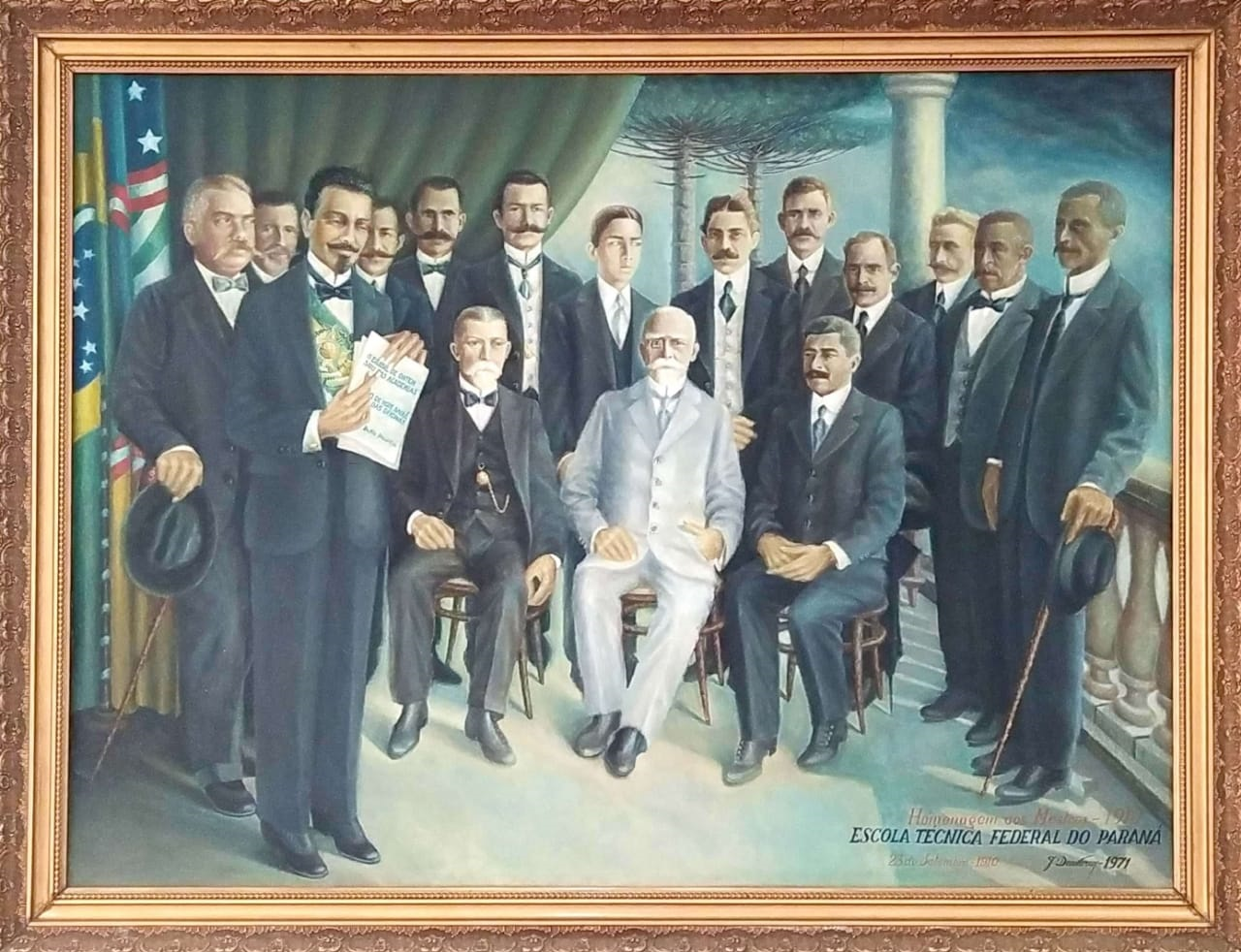
Homenagem aos Mestres
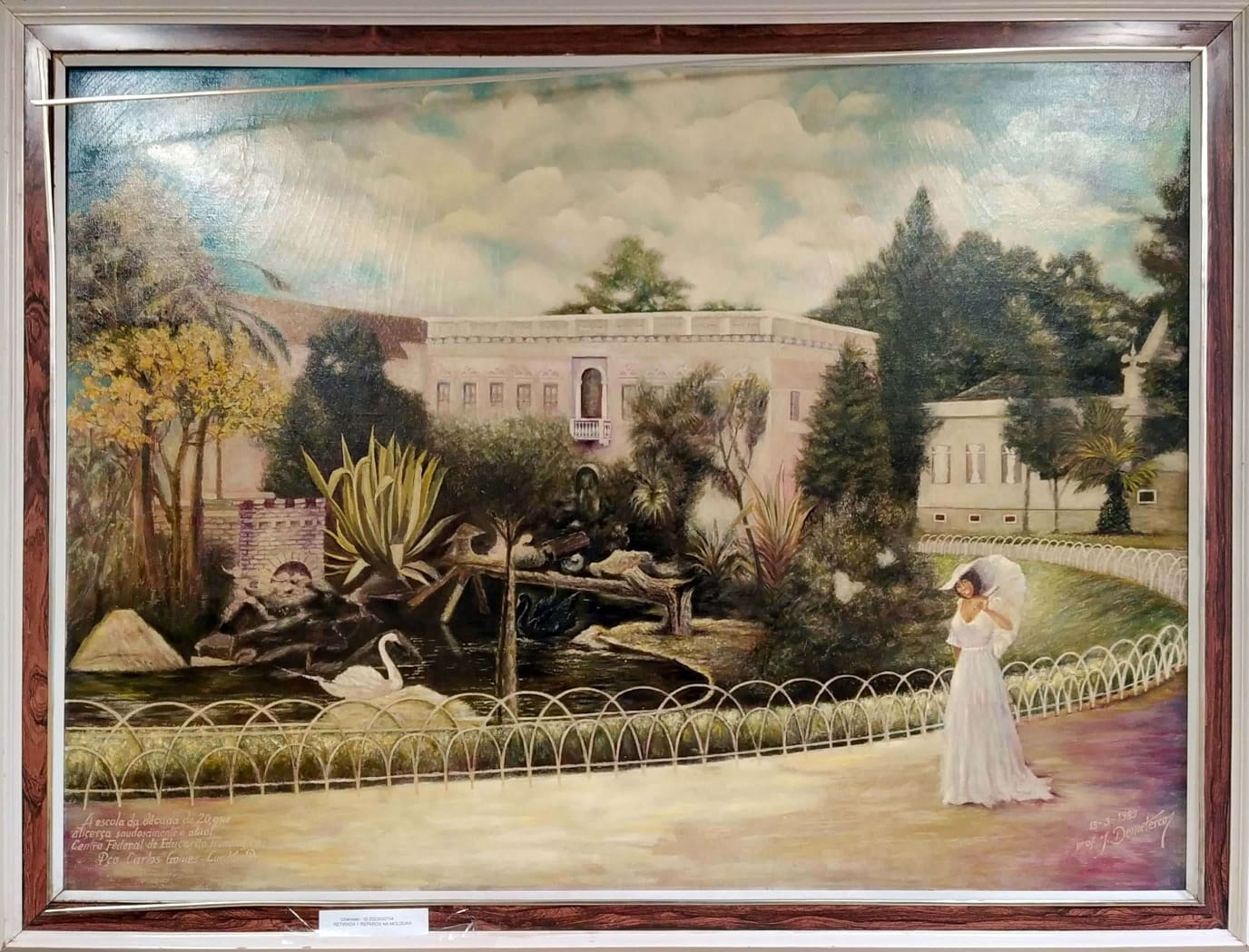
Escola à Praça Carlos Gomes
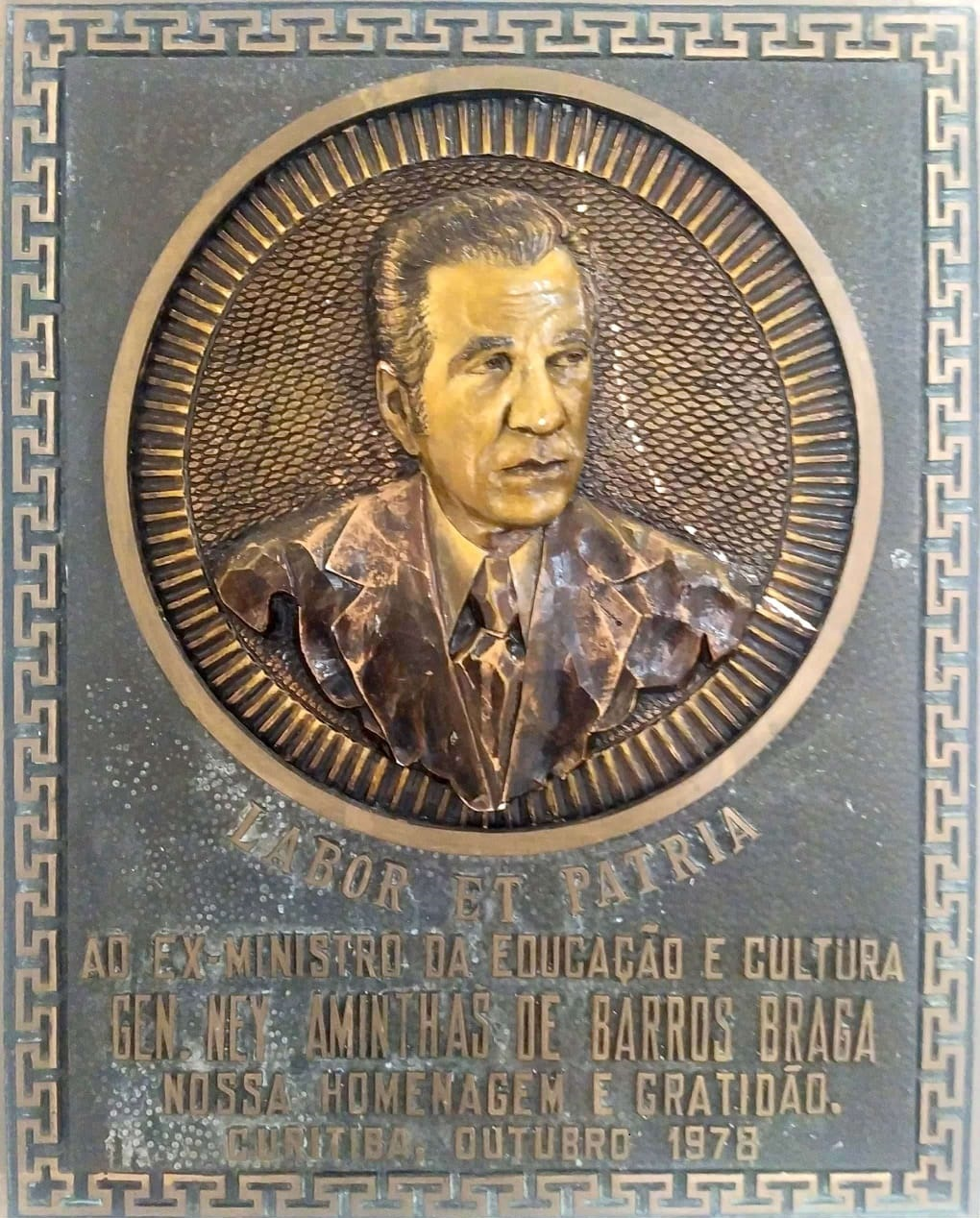
Busto do Ministro Ney Braga
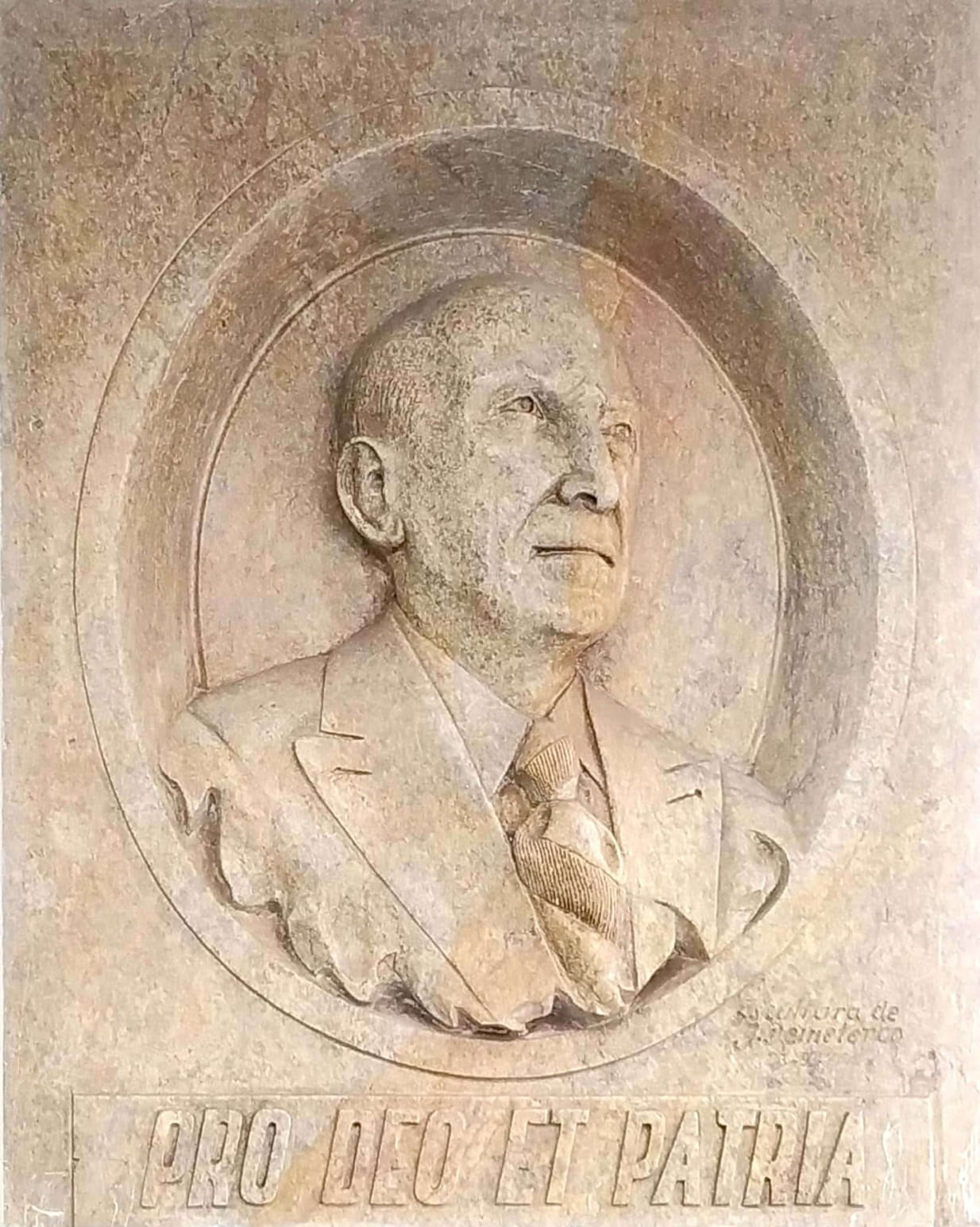
Busto do Professor Mansur Guérios
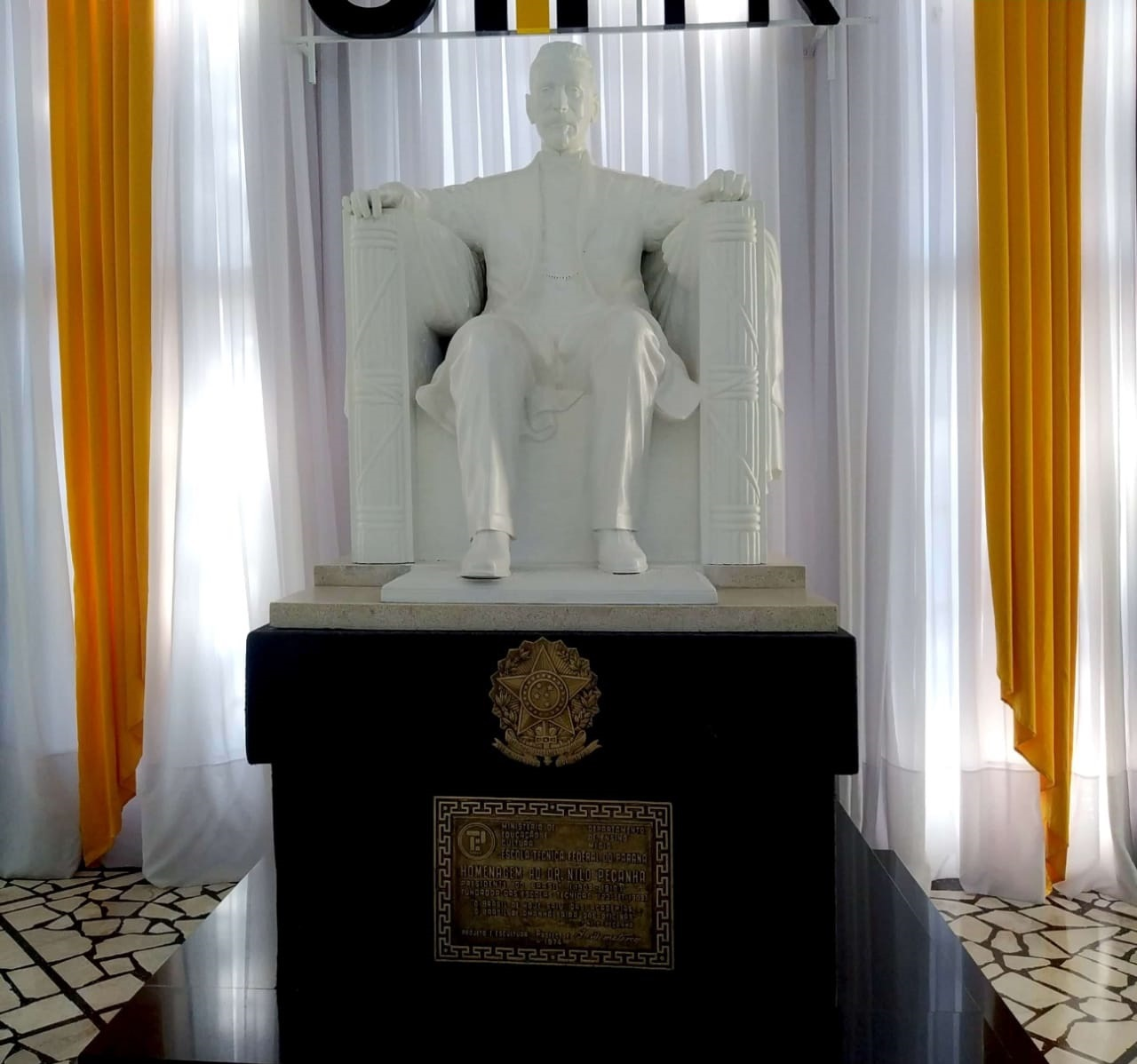
Monumento de Nilo Peçanha
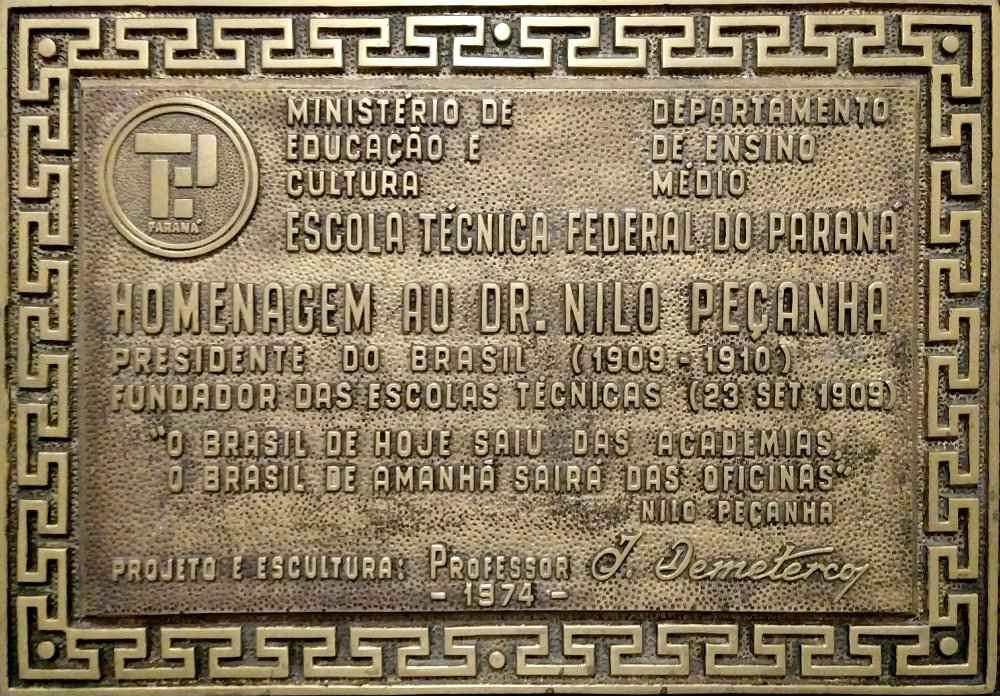
Placa no Monumento de Nilo Peçanha
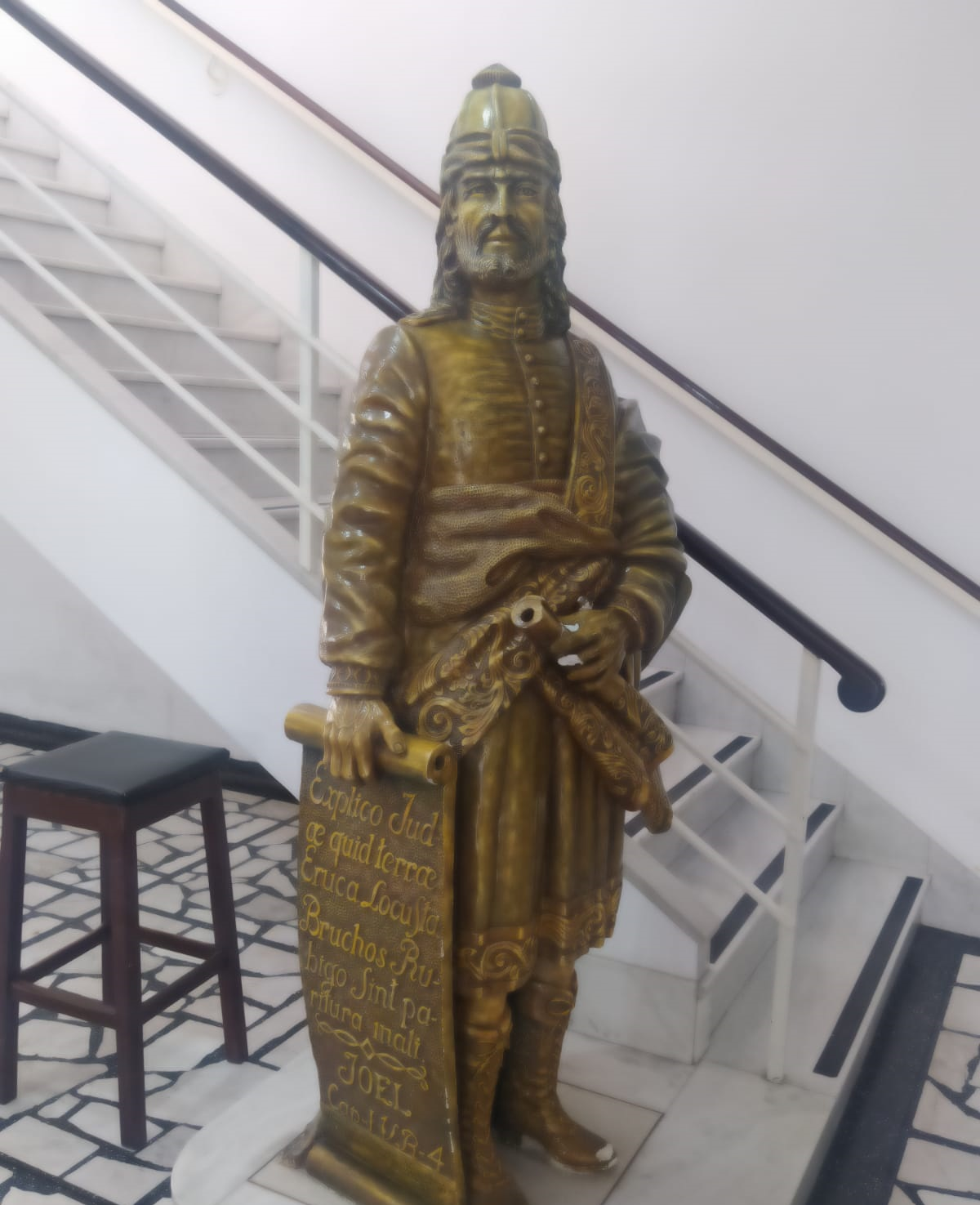
Estátua do Profeta Joel
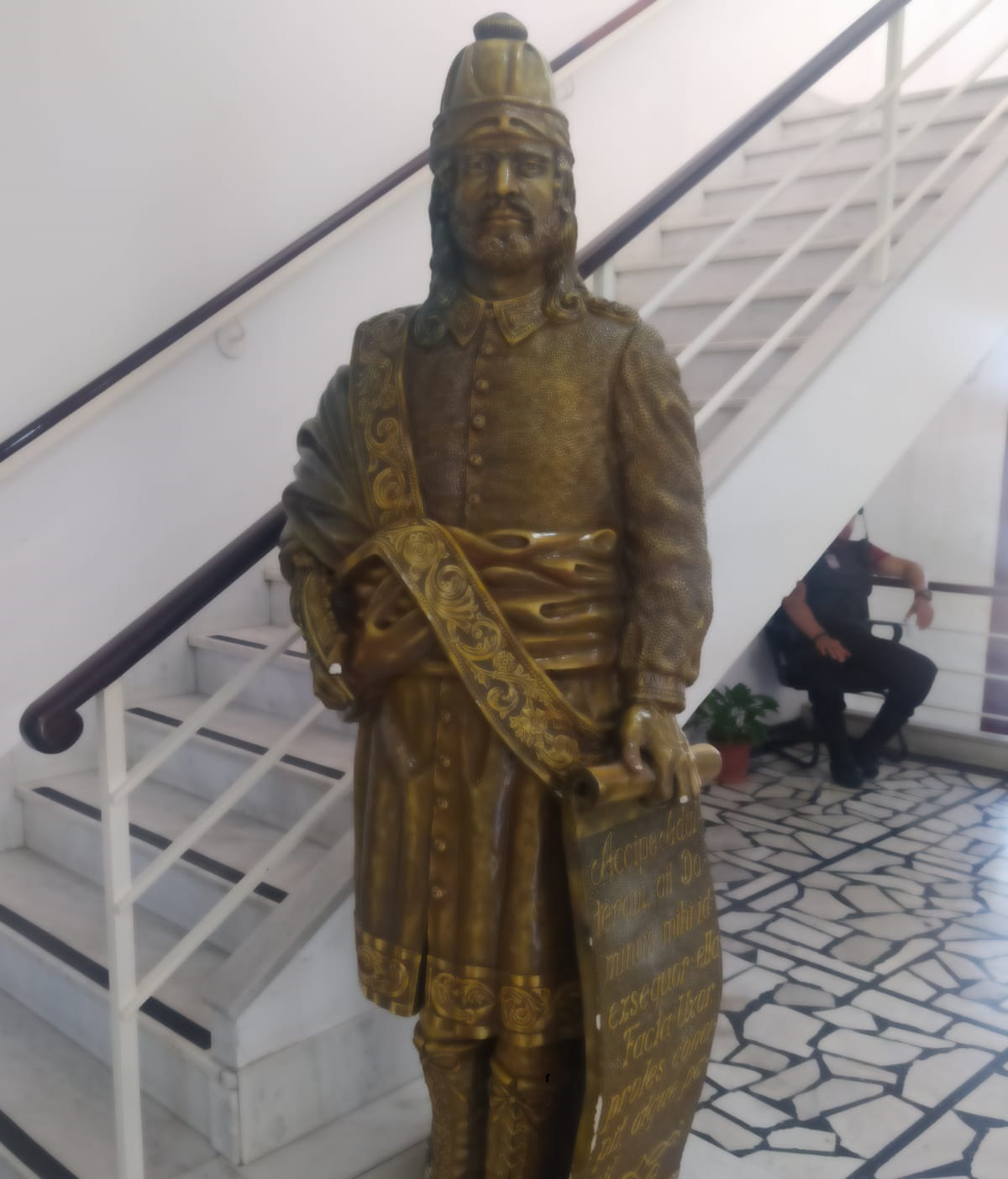
Estátua do Profeta Ozeos
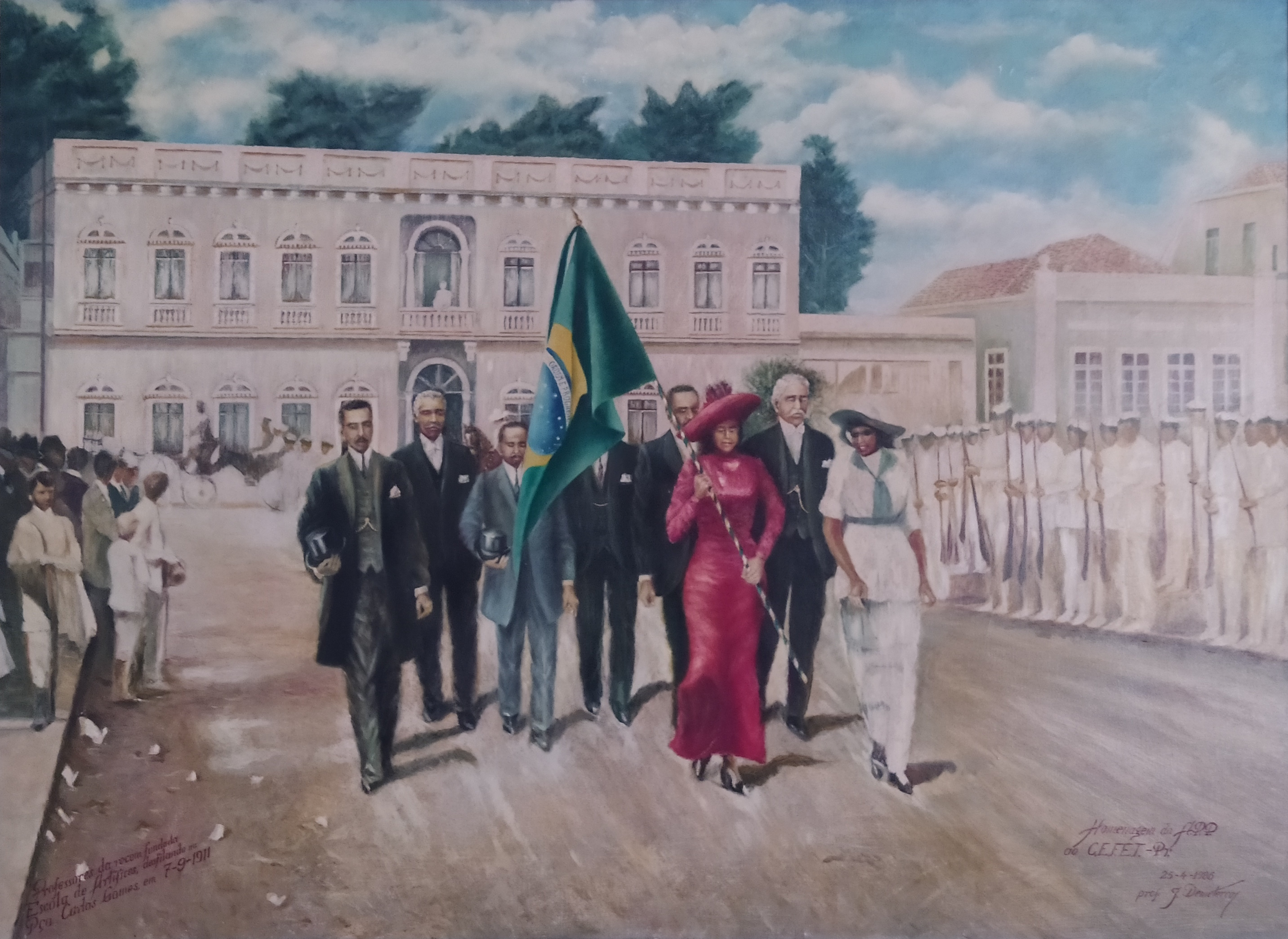
Desfile de professores em frente à EAAPR
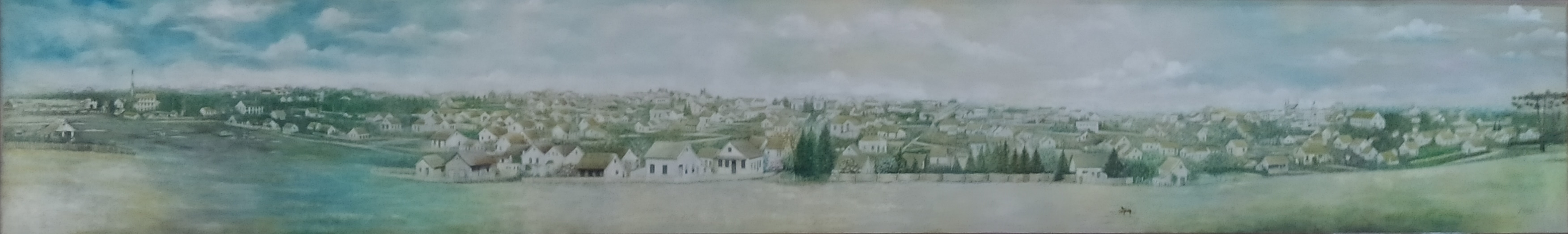
Representação de Curitiba em 1915

Realizou-se uma exposição das obras de pintura e escultura de José Demeterco no Salão da Biblioteca Pública do Paraná entre os dias 2 e 6 de dezembro de 1975, inclusive da obra executada em função do sesquicentenário de Dom Pedro II. Assim, a lista de obras que foram expostas é fornecida na tabela disposta a seguir.
| Telas a óleo                                                      | Pinturas em aquarela                     | Em bico de pena                             | Esculturas                                   | Quadros dos Diretores da ETFPR (com legendas) |
| ----------------------------------------------------------------- | ---------------------------------------- | ------------------------------------------- | -------------------------------------------- | --------------------------------------------- |
| 1. Dom Pedro II e a Comitiva Imperial junto ao Pinheiro Histórico | 16. Conceição Demeterco - Filha do Autor | 21. Dr. Oscar Machado da Costa              | 25. Baluartes da Democracia - Mini-monumento | 29. Paulo Ildefonso de Assumpção              |
| 2. Emilio Garrastazu Médici - Presidente da República             | 17. Autorretrato                         | 22. Aramis Demeterco - Filho do Autor       | 26. José Vieira Sibut - Busto                | 30. Ebrahim Xavier das Neves                  |
| 3. Dr. Pedro V. Parigot de Souza - Governador do Estado           | 18. Franklin Delano Roosevelt            | 23. Arte em couro                           | 27. Santos Dumont - Bronze                   | 31. João Cândido da Silva Muricy              |
| 4. Maria Bueno - Tela Histórica                                   | 19. Modelo Profissional                  | 24. Estudo primitivo de curtimento de peles | 28. O Gaúcho                                 | 32. Rubens Klier de Assumpção                 |
| 5. Retrato de minha mãe                                           | 20. Moreninha                            |                                             |                                              | 33. Daniel Borges dos Reis                    |
| 6. Retrato de meu pai                                             |                                          | 34. Ulisses de Mello e Silva                |                                              |                                               |
| 7. Estepe Russa                                                   | 35. Lauro Wilhelm                        |                                             |                                              |                                               |
| 8. Escola Primária                                                | 36. Ney de Almeida Faria                 |                                             |                                              |                                               |
| 9. Primeiro Corpo Docente da ETFPR                                | 37. Oswaldo Ceccon                       |                                             |                                              |                                               |
| 10. Indulgência                                                   | 38. Ricardo Luiz Knesebeck               |                                             |                                              |                                               |
| 11. Imigrantes no interior do Paraná                              | 39. Aramis Demeterco                     |                                             |                                              |                                               |
| 12. Seresta de outrora                                            | 40. Ivo Mezzadri                         |                                             |                                              |                                               |
| 13. Autorretrato                                                  |                                          |                                             |                                              |                                               |
| 14. Neta do Autor                                                 |                                          |                                             |                                              |                                               |
| 15. Neto do Autor                                                 |                                          |                                             |                                              |                                               |